# Шлосвиль
Шлосвиль (нем. Schlosswil) — бывшая коммуна в Швейцарии, в кантоне Берн. С 1 января 2018 года вошла в состав коммуны Гросхёхштеттен.
До 2009 года входила в состав округа Конольфинген, с 2010 года — в Берн-Миттельланд. Население составляет 676 человек (на 31 декабря 2006 года). Официальный код — 0624.